# Beryl Platt, Baroness Platt of Writtle
Beryl Catherine Platt, Baroness Platt of Writtle, geborene Myatt, CBE, DL, FReng (* 18. April 1923 in Leigh-on-Sea; † 1. Februar 2015 in Hertfordshire) war eine britische Politikerin (Conservative Party) und Luftfahrtingenieurin.

## Leben und Karriere
Platt wurde am 18. April 1923 als Beryl Myatt, als Tochter von Ernest und Dorothy Myatt in Leigh-on-Sea geboren. Da ihre Familie oft umzog, wechselte sie mehrfach die Schule. Sie besuchte die Tower House School in Leigh-on-Sea, die Westcliff High School for Girls in Southend-on-Sea und die Slough High School. Sie studierte am Girton College der University of Cambridge von 1941 bis 1943 Luftfahrt, nachdem sie 1941 ein Stipendium für einen Studienplatz erhalten hatte. Ursprünglich plante sie, Mathematik zu studieren, allerdings schlug die Regierung wegen kriegsbedingter Engpässe in einigen Bereichen potenziellen Studenten eine Liste von bestimmten Fächern vor. Sie wählte davon Luftfahrt und absolvierte einen zweijährigen Studiengang im Fach Ingenieurwissenschaften (Mechanical Sciences). In ihrem ersten Jahr besuchte sie Vorlesungen zu einem breiten Spektrum an Themen. In ihrem zweiten Jahr besuchte sie speziellere Kurse. Bei ihrem Abschluss 1943 war sie eine von fünf Frauen unter 250 Männern. 1943 konnten Frauen keine gleichwertigen akademische Grade wie ihre männlichen Studienkollegen erwerben; daher erhielt sie keinen Abschluss, sondern nur einen „Abschlusstitel“ (Title of Degree). Diese Regelung wurde in Cambridge 1948 geändert. 1948 erlangte sie einen Master of Arts in Ingenieurwissenschaften (Mechanical Sciences).
Von 1943 bis 1946 war sie in ihrem ersten Beruf als technische Assistentin bei Hawker Aircraft Ltd tätig. Sie war dabei auch an geheimen Projekten bei der Entwicklung von Kampfflugzeugen beteiligt. Von 1946 bis 1949 arbeitete sie bei British European Airways. Nach ihrer Hochzeit 1949 gab sie ihren Beruf auf und wurde Hausfrau. In dieser Zeit engagierte sie sich mehrfach ehrenamtlich.
Später wurde sie in der Kommunalpolitik aktiv. 1958 wurde sie Mitglied des Rural District Council von Chelmsford und blieb dies bis 1973. 1965 wurde sie ins Essex County Council gewählt und war dort Alderman von 1969 bis 1974, stellvertretende Vorsitzende (Vice-Chairman) von 1980 bis 1983 und 2005 Ehrenbeigeordnete (Honorary Alderman). Von 1971 bis 1980 war sie Vorsitzende (Chairman) des Education Committee sowie zuvor von 1969 bis 1971 Vorsitzende des Education Sub Committee. Dort setzte Platt sich für die Einbeziehung von Frauen in Wissenschaft und Ingenieurwesen ein. 1984 startete sie die Kampagne Women into Science and Engineering (WISE).
Sie war Mitglied des Verwaltungsrates (Court) der University of Essex von 1968 bis 1999, bei der City University von 1968 bis 1978, bei der Brunel University von 1985 bis 1992, bei der Cranfield University von 1989 bis 2003 und bei der Middlesex University von 2000 bis 2010.
Platt gehörte auch mehreren internationalen Gremien an. Von 1983 bis 1988 war sie Mitglied des European Communities Advisory Committee on Equal Opportunities for Women and Men. 1985 gehörte sie der britischen Delegation in Nairobi bei der Weltkonferenz zum UN-Jahrzehnt der Frauen (UK Delegation to Nairobi for UN Decade for Women World Conference) an.
Von 1974 bis 1995 gehörte sie dem Verwaltungsrat (Council) des City and Guilds of London Institute an. Sie war von 1975 bis 1979 Mitglied des Auswahlgremiums (Appointments Board) der University of Cambridge.

## Mitgliedschaft im House of Lords
Platt wurde am 28. Mai 1981 zum Life Peer als Baroness Platt of Writtle, of Writtle in the County of Essex ernannt. Ihre Antrittsrede im House of Lords hielt sie am 24. Juni 1981. Als ihre politischen Interessen gibt sie in ihrer Parlamentsbiografie auf der Website des House of Lords Bildung, Möglichkeiten für Frauen im Ingenieurwesen und Kommunalpolitik an.
Sie gehörte mehreren Ausschüssen an. Von 1983 bis 1988 war sie Vorsitzende des Ausschusses für Gleichstellungsfragen (Equal Opportunities Committee). Von 1984 bis 1988 war sie Mitglied des Advisory Committee on Women’s Employment. Außerdem war sie Mitglied mehrerer Sonderausschüsse (Select Committees), davon 1982 bis 1985 Science and Technology, 1988 bis 1989 Murder and Life Imprisonment, sowie dort erneut von 1990 bis 1994, 1997 bis 2001 und 2003 bis 2007.
Platt war Vizepräsidentin (Vice-President) des Parlamentiary Science Committee von 1996 bis 2000 und Mitglied des Verwaltungsrates (Council) von 2000 bis 2003. Sie ist seit 5. Oktober 2010 aufgrund eines durch das House of Lords gewährten Leave of Absence dauerhaft beurlaubt. Zuvor hatte sie sich zuletzt am 8. Juli 2008 dort zu Wort gemeldet. Am 2. März 2010 nahm sie zuletzt an einer Abstimmung teil.

## Weitere Ämter und Ehrungen
Platt war Mitglied der Association of Conservative Peers. Von 1985 bis 1992 war sie Vizepräsidentin (Vice-President) des University of Manchester Institute of Science and Technology (UMIST) und von 1993 bis 2000 Kanzlerin der Middlesex University. Von 1982 bis 1990 war sie als einzige Frau Mitglied des Engineering Council und 1983 bis 1988 beim Verwaltungsrat (Council) der Royal Society of the Arts. Von 1983 bis 1993 gehörte sie dem Council Careers Research and Advisory Committee an.
Platt war 1988 Präsidentin der Association of Science Education und Mitglied des Committee on the Public Understanding of Science, welches gegründet wurde, um die Wahrnehmung und das Verständnis der Wissenschaft in der Gesellschaft zu stärken.
Von 1990 bis 1992 war Platt Mitglied der Engineering & Marine Training Authority und von 1990 bis 1993 des Committee on the Public Understanding of Science.
Von 1991 bis 1998 gehörte sie dem Verwaltungsrat (Council) der Foundation for Science and Technology an. Von 1992 bis 2000 war sie Mitglied des Meteorological Committee, davon 1995 bis 2000 als Vorsitzende (Chairman). Bei der National Society for Clean Air and Environment Proctection war sie von 1991 bis 1993 Präsidentin. 1994 war sie Präsidentin der Pipeline Industries Guild. Von 1992 bis 1997 war sie Vizepräsidentin (Vice-President) der Association of County Councils. Platt war von 1988 bis 1994 Non-Executive-Director von British Gas plc, heute BG plc. Von 1989 bis 1994 war sie als Direktorin beim Smallpiece Trust tätig. 1988 wurde sie dort Fellow.
Sie erhielt zahlreiche Ehrungen und Auszeichnungen. 1978 wurde sie Commander of the Order of the British Empire. 1983 wurde sie Deputy Lieutenant des County of Essex.
1988 wurde sie Freeman der City of London und Liveryman des Worshipful Company of Engineers. Seit 2002 ist sie dort Emeritus Member des Court of Assistents.
Sie wurde außerdem 1988 Honorary Fellow der Women’s Engineering Society. Außerdem war sie Honorary Fellow des Girton College, der University of Glamorgan (zuvor Polytechnic of Wales), der Manchester Metropolitan University (zuvor Polytechnic of Manchester) und bei UMIST. Platt wurde 1988 mit dem Honorary Insignia Award des City and Guilds of London Institute (jetzt C&G) geehrt. 2007 wurde ihr der Parliamentary Award der Royal Society of Chemistry (RSC) verliehen.
Außerdem wurde sie mit mehreren Ehrendoktorwürden ausgezeichnet. 1988 erhielt sie einen Ehrendoktortitel der Rechtswissenschaften (Hon LLD) der University of Cambridge. Die Loughborough University zeichnete sie mit dem Ehrendoktor Honorary Doctor of Technology (Hon Dtech) aus. Sie hatte außerdem den Ehrendoktortitel Doctor of Science des Cranfield Institute, der City University, der Nottingham Trent University, der University of Westminster und der University of Sheffield. Sie ist Ehrendoktor (Hon DUniv) der University of Salford, der Open University, der University of Bradford in Essex, der Brunel University in Middlesex (1993), der Sheffield Hallam University (2001) und der Anglia Ruskin University (2007). Außerdem wurde sie 2008 Ehrendoktor (Honorary Doctor) der University of Southampton.
1988 wurde sie European Engineer der European Federation of National Engineering Associations (FEANI). Zuvor war sie 1987 bereits Fellow der Royal Academy of Engineering geworden. 1991 wurde Platt Honorary Fellow der Institution of Structural Engineers und Honorary Fellow des Institute of Civil Engineers. Sie wurde 1994 Honorary Fellow der Royal Aeronautical Society, bereits 1986 wurde sie dort Fellow. Außerdem war sie Fellow der Royal Society of Arts, beim Institute of Training and Development, jetzt FIPD und bei der Institution of Gas Engineers. Platt war Honorary Fellow des City and Guilds of London Institute sowie Honorary Fellow des Institute of Mechanical Engineers.

## Familie
Sie heiratete am 22. Oktober 1949 Stuart Sydney Platt. Aus der Ehe gingen ein Sohn und eine Tochter hervor.